# Pietrasze (powiat giżycki)
Pietrasze (niem. Pietraschen, od 1938 r. Petersgrund) – wieś w Polsce położona w województwie warmińsko-mazurskim, w powiecie giżyckim, w gminie Wydminy.
W latach 1975–1998 miejscowość należała administracyjnie do województwa suwalskiego.